# Klubi Futbollit Tirana 2018-2019
Questa voce raccoglie le informazioni riguardanti il Klubi Futbollit Tirana nelle competizioni ufficiali della stagione 2018-2019.

## Rosa
Rosa e numerazione aggiornate al 31 agosto 2018.
| N. |                    | Ruolo | Calciatore                 |
| -- | ------------------ | ----- | -------------------------- |
| 1  | Albania (bandiera) | P     | Ilion Lika (vice-capitano) |
| 3  | Albania (bandiera) | D     | Klisman Cake               |
| 4  | Albania (bandiera) | D     | Gentjan Muça               |
| 5  | Albania (bandiera) | D     | Marvin Turtulli            |
| 6  | Uganda (bandiera)  | C     | Tony Mawejje               |
| 7  | Albania (bandiera) | A     | Bedri Greca                |
| 8  | Ghana (bandiera)   | C     | Winful Cobbinah            |
| 9  | Albania (bandiera) | A     | Grent Halili               |
| 10 | Nigeria (bandiera) | A     | Nnamdi Oduamadi            |
| 11 | Uganda (bandiera)  | A     | Yunus Sentamu              |
| 13 | Albania (bandiera) | C     | Erando Karabeçi (capitano) |
| 14 | Albania (bandiera) | C     | Asion Daja                 |
| 16 | Albania (bandiera) | C     | Edon Hasani                |

| N. |                               | Ruolo | Calciatore        |
| -- | ----------------------------- | ----- | ----------------- |
| 17 | Albania (bandiera)            | D     | Albi Doka         |
| 18 | Albania (bandiera)            | D     | Dorian Kërçiku    |
| 19 | Albania (bandiera)            | D     | Eni Imami         |
| 20 | Albania (bandiera)            | A     | Ernest Muçi       |
| 21 | Ghana (bandiera)              | D     | Vincent Attingah  |
| 23 | Macedonia del Nord (bandiera) | D     | Sedat Berisha     |
| 28 | Albania (bandiera)            | D     | Erion Hoxhallari  |
| 45 | Inghilterra (bandiera)        | A     | Michael Ngoo      |
| 77 | Macedonia del Nord (bandiera) | A     | Dejan Blaževski   |
| 81 | Albania (bandiera)            | P     | Alessio Abibi     |
| 89 | Albania (bandiera)            | P     | Shpëtim Moçka     |
|    | Albania (bandiera)            | D     | Marsel Ismajlgeci |
|    | Albania (bandiera)            | C     | Jurgen Çelhaka    |

## Calciomercato

### Sessione estiva(dal 1/7 al 31/8)
| Acquisti | Acquisti         | Acquisti      | Acquisti             |
| R.       | Nome             | da            | Modalità             |
| -------- | ---------------- | ------------- | -------------------- |
| P        | Shpëtim Moçka    | Teuta         | definitivo (0 €)     |
| D        | Eni Imami        | Kukësi        | definitivo (0 €)     |
| D        | Vincent Attingah | svincolato    | parametro zero (0 €) |
| D        | Sedat Berisha    | Vllaznia      | definitivo (0 €)     |
| D        | Erion Hoxhallari | Laçi          | fine prestito (0 €)  |
| C        | Edon Hasani      | Sepahan       | definitivo (0 €)     |
| C        | Winful Cobbinah  | Hearts of Oak | definitivo (0 €)     |
| A        | Dejan Blaževski  | Vardar        | definitivo (0 €)     |
| A        | Nnamdi Oduamadi  | Milan         | definitivo (0 €)     |

| Cessioni | Cessioni | Cessioni | Cessioni |
| R.       | Nome     | a        | Modalità |
| -------- | -------- | -------- | -------- |

### Sessione invernale(dal 1/1 al 1/2)
| Acquisti | Acquisti | Acquisti | Acquisti |
| R.       | Nome     | da       | Modalità |
| -------- | -------- | -------- | -------- |

| Cessioni | Cessioni | Cessioni | Cessioni |
| R.       | Nome     | a        | Modalità |
| -------- | -------- | -------- | -------- |

## Risultati

### Kategoria Superiore

#### Girone di andata
| Arbitro: | Koçi (Durazzo) |

|  |           |           |
|  | Marcatori | 89’ Plaku |

| Tirana 24 agosto 2018, ore 19:45 CEST 2ª giornata | Tirana        | 0 – 0 (0 - 0) | Teuta | Stadiumi Selman Stërmasi (2.000 spett.)\| Arbitro: \| Meta (Tirana) \| |
| Arbitro:                                          | Meta (Tirana) |               |       |                                                                        |

| Arbitro: | Xhaja (Tirana) |

|                          |           |          |
| Reginaldo 2’, 45+2’, 64’ | Marcatori | 61’ Muçi |

| Arbitro: | Hamiti (Lezhë) |

|                                       |           |                 |
| Blaževski 3’ Turtulli 24’ Greca 90+4’ | Marcatori | 14’ (aut.) Doka |

| Arbitro: | Kuka (Tirana) |

|          |           |            |
| John 85’ | Marcatori | 20’ Hasani |

| Arbitro: | Jorgji (Elbasan) |

|  |           |          |
|  | Marcatori | 22’ Mala |

| Arbitro: | Alla (Valona) |

|                      |           |                                          |
| Bardhi 30’ Shehu 81’ | Marcatori | 34’ (aut.) Stijepović 37’, 74’ Blaževski |

| Arbitro: | ? (?) |

|  |           |            |
|  | Marcatori | 50’ Xhixha |

| Valona 21 ottobre 2018, ore 16:45 CEST 9ª giornata | Flamurtari Valona | – (-) | Tirana | - (- spett.)\| Arbitro: \| - (-) \| |
| Arbitro:                                           | - (-)             |       |        |                                     |

### Kupa e Shqipërisë
| Arbitro: | Hoxha (Tirana) |

|               |           |                                              |
| Xhebrahimi 8’ | Marcatori | 31’, 48’ Cobbinah 44’ Turtulli 75’ Blaževski |

| Arbitro: | Mema (Durazzo) |

|                                |           |  |
| Sentamu 23’, 28’, 38’ Ngoo 80’ | Marcatori |  |

| - 23 gennaio 2019, ore 16:00 CET Ottavi di finale - Andata | Tirana | – (-) | Flamurtari Valona | - (- spett.)\| Arbitro: \| - (-) \| |
| Arbitro:                                                   | - (-)  |       |                   |                                     |

| - 6 febbraio 2019, ore 16:00 CET Ottavi di finale - Ritorno | Flamurtari Valona | – (-) | Tirana | - (- spett.)\| Arbitro: \| - (-) \| |
| Arbitro:                                                    | - (-)             |       |        |                                     |